# Districtul Görlitz
Districtul Görlitz (sorbă Wokrjes Zhorjelc) este un district rural (în germană Landkreis) în estul landului Saxonia din Germania. El se află în partea de răsărit a regiunii Oberlausitz și în partea de vest a Sileziei Inferioare. Aici a fost integrat în anul 2008 districtul Niederschlesischer Oberlausitz. Capitala districtului este orașul Görlitz.

## Orașe și comune mai importante

### Orașe
1. Bad Muskau (3.955 loc.)
2. Bernstadt a. d. Eigen (3.959)
3. Ebersbach-Neugersdorf (14.614)
4. Görlitz, Große Kreisstadt (56.724)
5. Herrnhut (5.096)
6. Löbau, Große Kreisstadt (17.278)
7. Neusalza-Spremberg (3.804)
8. Niesky, Große Kreisstadt (10.557)
9. Ostritz (2.765)
10. Reichenbach/O.L. (4.209)
11. Rothenburg/O.L. (5.576)
12. Seifhennersdorf (4.493)
13. Weißwasser/O.L., Große Kreisstadt (20.298)
14. Zittau, Große Kreisstadt (29.361)

### Comune
1. Beiersdorf (1.284)
2. Berthelsdorf (1.721)
3. Bertsdorf-Hörnitz (2.457)
4. Boxberg/O.L. (5.403)
5. Dürrhennersdorf (1.163)
6. Eibau (4.799)
7. Gablenz (1.825)
8. Groß Düben (1.269)
9. Großschönau (6.310)
10. Großschweidnitz (1.397)
11. Hähnichen (1.447)
12. Hainewalde (1.719)
13. Hohendubrau [Sitz: Weigersdorf] (2.198)
14. Horka (1.970)
15. Jonsdorf, Kurort (1.814)
16. Kodersdorf (2.587)
17. Königshain (1.281)
18. Krauschwitz (3.859)
19. Kreba-Neudorf (1.023)
20. Lawalde (2.074)
21. Leutersdorf (4.034)
22. Markersdorf (4.272)
23. Mittelherwigsdorf (4.093)
24. Mücka (1.217)
25. Neißeaue [Sitz: Groß Krauscha] (1.932)
26. Niedercunnersdorf (1.656)
27. Obercunnersdorf (2.140)
28. Oderwitz (5.725)
29. Olbersdorf (5.734)
30. Oppach (2.986)
31. Oybin (1.546)
32. Quitzdorf am See [Sitz: Kollm] (1.427)
33. Rietschen (2.915)
34. Rosenbach (1.693)
35. Schleife (2.803)
36. Schönau-Berzdorf (1.735)
37. Schönbach (1.322)
38. Schöpstal [Sitz: Ebersbach] (2.672)
39. Sohland am Rotstein (1.395)
40. Trebendorf (1.058)
41. Vierkirchen [Sitz: Melaune] (1.909)
42. Waldhufen [Sitz: Jänkendorf] (2.760)
43. Weißkeißel (1.422)